# Жилой дом по улице Мельникова, 14
Жилой дом по улице Мельникова, 14 — дом, располагавшийся по адресу город Екатеринбург, улица Мельникова 14, являлся выявленным памятником культурного наследия Свердловской области в 2013—2015 годах. В декабре 2015 года был исключен из перечня выявленных памятников. Дом являлся образцом жилой постройки посёлка Верх-Исетского завода в традициях эклектики в формах кирпичного стиля конца XIX века. В августе 2021 года дом был полностью снесен, а площадка под ним выровнена.

## История
Дом был построен в квартале, ограниченном улицей Мельникова (переулок Спичечников), улицей Татищева (Первая Ключевская), по адресу переулок Спичечников дом 8. Предположительно дом был спроектирован Павлом Яркиным, и построен в 1923 году. По данным архива дом принадлежал в 1924 году Павлу Яркину, с 30 октября 1935 года дом перешёл жене и сыновьям Геннадию и Донату, затем в нём размещалось коммунальное жильё. В июле 2007 года земля под домом была передана ЗАО АСЦ «Правобережный» под застройку многоэтажных жилых домов. 
В декабре 2013 года МУГИСО внесло дом в перечень выявленных объектов культурного наследия народов регионального значения, было получено положительное заключение государственной историко-культурной экспертизы от 19.03.2014 года. Однако приказом МУГИСО №3641 от 30.12.2015 года здание было исключено из Перечня выявленных объектов культурного наследия народов Российской Федерации на основании заключения повторной государственной историко-культурной экспертизы от 30.11.2015 года.
Когда здание попало в зону ЧМ-2018 по футболу, последнему владельцу Дмитрию Овсянникову перечислили на карту 12,5 миллиона рублей в счёт компенсации за дом, а судебные приставы опечатали здание. Владельцем оставалась администрация города Екатеринбурга.

## Архитектура

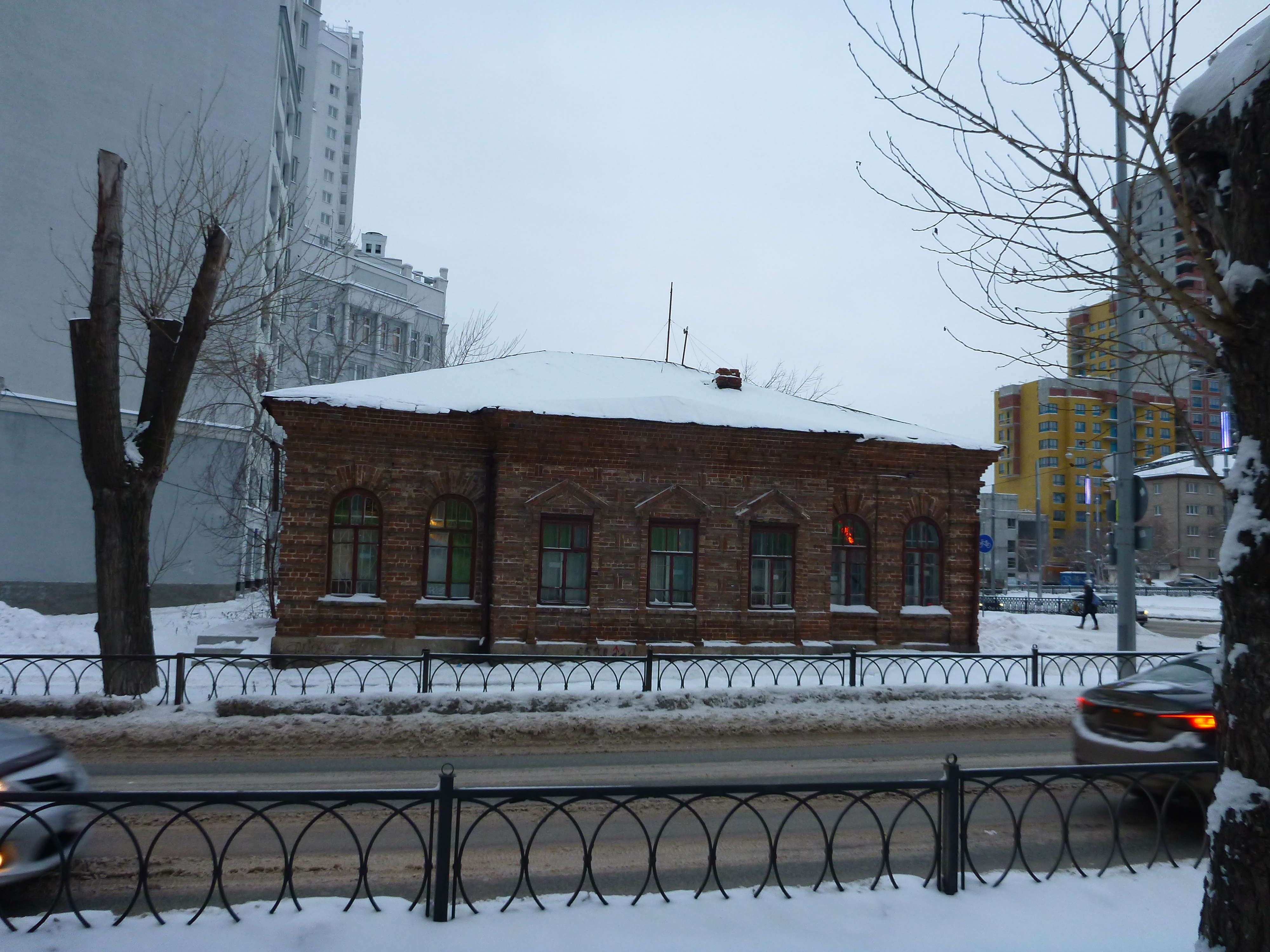
Дом на Мельникова 14, Фото 2020 года

Дом представлял собой кирпичное одноэтажное здание, прямоугольное по плану, вытянутое с юга на север. Дом имел бутовый ленточный фундамент, бутовый цоколь из тесанного гранита. Дом был перекрыт вальмовой железной крышей. Фасады с отделкой из фигурного лекального кирпича не были отштукатурены, были сделаны в открытой кирпичной кладке. Окна с деревянными оконными переплётами были выкрашены со стороны фасадов тёмной краской. Юго-западной и северо-западный углы дома имели огибающие лопатки с рустованными стволами. Главный западный фасад был симметричен, центральный ризалит был сделан в три окна. Боковые фасады, в два окна каждый, были разграничены межоконными рустованными лопатками. Фасад имел гладкий фриз и раскрепованный карниз небольшого выноса на кронштейнах. Центральный ризалит был разграничен подоконным карнизом. Дом являлся типичным образцом жилой постройки посёлка Верх-Исетского завода в традициях эклектики в формах кирпичного стиля конца XIX века.

## Снос

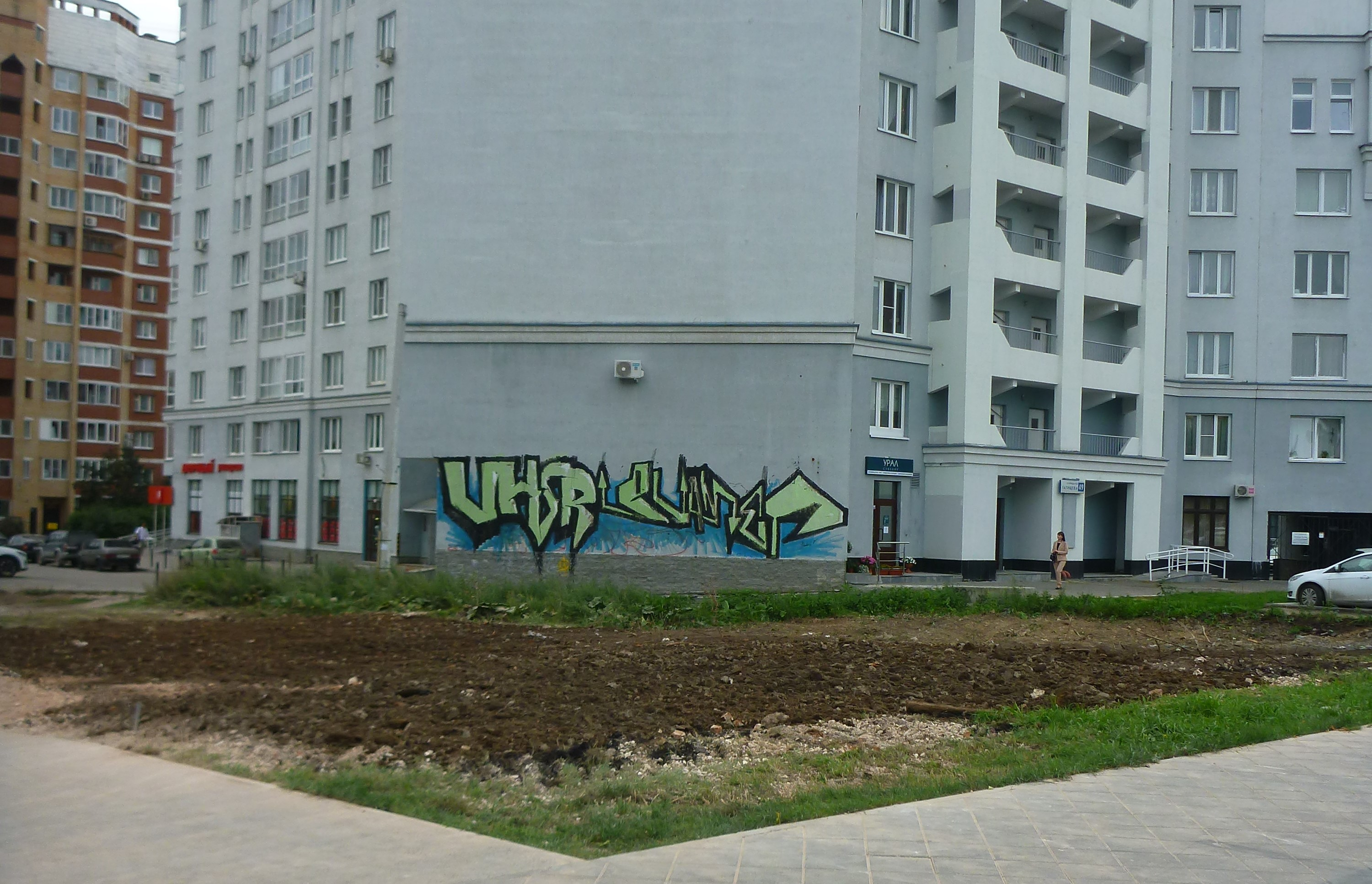
Площадка, образовавшаяся после сноса дома. 15 августа 2021 года

После того, как Администрация Екатеринбурга выкупила здание за 12,5 миллионов рублей, оно несколько лет пустовало, опечатанное судебными приставами. В августе 2021 года был проведен снос дома. По состоянию на 15 августа 2021 года на месте дома была выровненная площадка, причем даже деревья у дома были убраны.